# Comil Doppio BRT
O Comil Doppio BRT é um modelo de carroceria de ônibus articulado, fabricado pela Comil. Lançado no final de 2012, foi desenvolvido pensando nos novos sistemas de transporte, em especial o Bus Rapid Transit (BRT) que será implantado nas principais cidades brasileiras. É a quinta geração dos Doppio.
Está presente nos sistemas de transporte urbano de Belo Horizonte, Campinas, Curitiba, Porto Alegre e Alvorada. É encarroçável nos chassis: Volvo B340M (motor central); VW 26.330 OTA Euro V (motor traseiro); MBB O-500 MA (motor traseiro) e Scania K310 IA (motor traseiro).

## Modelos anteriores
- Doppio I (1995-2000)
- Doppio II (2000-2008)
- Doppio III (2008-2012)
- Doppio IV (2013)